# کیلومتر بر ساعت
کیلومتر بر ساعت (km/h) یکی از واحدهای اندازه‌گیری سرعت در سامانه استاندارد بین‌المللی یکاها است که بیانگر شمار کیلومترهای پیموده شده در یک ساعت می‌باشد.
این واحد پر استفاده‌ترین واحد برای نمایش سرعت (تندی) در تابلوهای راهنمایی رانندگی جاده‌ها و سرعت شمارهای ماشینها در سراسر دنیاست.
برای تبدیل این واحد به متر بر ثانیه باید آن را بر ۳/۶ تقسیم کرد.
برای تبدیل متر بر ثانیه به کیلومتر بر ثانیه باید ضرب در ۳/۶ کنیم.